# Lee Yubi
Lee Yubi (* 22. November 1990 in Seoul), wirklicher Name Lee Yu-jin, ist eine südkoreanische Schauspielerin. Sie ist die Tochter der Schauspielerin Kyeon Mi-ri und Schwester von Lee Da-in.
Sie ist Absolventin der Ewha Womans University im Fach Vokalmusik.

## Filmografie

### Filme
- 2014: The Tailors (상의원 Sanguiwon)
- 2015: Twenty (스물 Seumul)
- 2020: Best Friend (이웃사촌 Iut Sachon)

### Fernsehserien
- 2011: Vampire Idol (뱀파이어 아이돌, MBN) … als Yu-bi
- 2012: The Innocent Man (세상 어디에도 없는 착한 남자 Sesang Eodiedo Eobneun Chakan Namja, KBS2) … als Gang Cho-ko
- 2013: Gu Family Book (구가의 서 Guga-ui Seo, MBC) … als Park Cheong-jo
- 2014: Pinocchio (피노키오, SBS) … als Yun Yu-rae
- 2015: The Scholar Who Walks The Night
- 2016: Uncontrollably Fond (함부로 애틋하게, Cameo in Episode 4)
- 2017: Eojjeoda 18 (어쩌다 18)
- 2018: A Poem a Day (시를 잊은 그대에게, Sireul Ijeun Geudae-ege)

## Auszeichnungen
- 2013
  - APAN Star Awards: Beste Nachwuchsschauspielerin für Gu Family Book[3]